# Babelomurex kuroharai
Babelomurex kuroharai is een slakkensoort uit de familie van de Muricidae. De wetenschappelijke naam van de soort is voor het eerst geldig gepubliceerd in 1970 door Habe.